# Юнно
Юнно (пол. Junno) — село в Польщі, у гміні Ґродзець Конінського повіту Великопольського воєводства.
Населення — 406 осіб (2011).
У 1975-1998 роках село належало до Конінського воєводства.

## Демографія
Демографічна структура станом на 31 березня 2011 року:
|          | Загалом | Допрацездатний вік | Працездатний вік | Постпрацездатний вік |
| -------- | ------- | ------------------ | ---------------- | -------------------- |
| Чоловіки | 204     | 49                 | 138              | 17                   |
| Жінки    | 202     | 44                 | 116              | 42                   |
| Разом    | 406     | 93                 | 254              | 59                   |